# Nachal So'a
Nachal So'a (hebrejsky נחל סועה) je vádí v jižním Izraeli, v severní části Negevské pouště.
Začíná v nadmořské výšce okolo 450 metrů v kopcovité polopouštní krajině na svazích pahorku Tel Ješua. Směřuje pak k západu, přičemž míjí rozptýlené beduínské osídlení. Podchází těleso dálnice číslo 31. Jižně od města Chura ústí zprava do vádí Nachal Jatir.